# Ramon Casals i Vernis
Ramon Casals i Vernis (Reus, 2 de diciembre de 1860-Reus, 5 de marzo de 1920) fue un pintor, dibujante y grabador modernista español.

## Biografía
Nacido el 2 de diciembre de 1860 en la localidad tarraconense de Reus, estudió en Barcelona con Benet Belli y Domènec Soberano, así como en la Escuela de la Lonja. Amplió estudios en Madrid y Roma, donde ingresó en el Regio Istituto di Belli Arti in Roma. También viajó visitando museos por Italia y Francia. De regreso a su ciudad natal, en 1885 fundó la Academia Fortuny, que dirigió hasta su muerte, actividad que compaginó con su actividad artística, tanto dibujo y pintura como el fotograbado, el aguafuerte, la fototipia y la cerámica. Colaboró con el Centro de Lectura de Reus organizando exposiciones y fue director de la Escuela Municipal de Dibujo de Reus.
Destacó como cartelista y como ilustrador de libros, así como, especialmente, en el diseño de exlibris, un género que cobró auge con el modernismo y que estudiosos como Francesc Fontbona señalan a Casals como introductor del mismo en Cataluña, tras haberlo estudiado en la Bibliothèque Nationale de París. En 1907 publicó un recopilatorio titulado Cien exlibris escogidos.
Colaboró con varios periódicos y revistas, como Lo Somatent y la Revista del Centro de Lectura, y fundó y dirigió Reus Artístich. También fundó la Sociedad reusense de Amigos del libro y de exlibris y colaboró en la Revista Ibérica de exlibris. Falleció en Reus el 5 de marzo de 1920.